# Marcus Melzwig
Marcus Melzwig (* 14. Juni 1979 in Leipzig) ist ein deutscher Schauspieler und Sänger.

## Leben
Melzwig wuchs in Leipzig auf. Neben seinem Schulbesuch erlernte er von 1988 bis 1997 an der Musikschule Johann Sebastian Bach das Violinespiel. 2000 begann er für ein halbes Jahr eine Ausbildung zum Arzthelfer.
Von 2002 bis 2007 studierte er an der Hochschule für Musik und Theater Rostock Schauspiel. Bereits während des Studiums war Melzwig Ensemblemitglied am Volkstheater Rostock. Ab 2009 folgten diverse Gastverträge am Volkstheater Rostock, am Gerhart-Hauptmann-Theater Görlitz-Zittau, am Berliner Ensemble, am Theater Junge Generation Dresden, am Theater Oberhausen sowie bei den Festspielen Mecklenburg-Vorpommern.
Noch während des Studiums gründete Melzwig mit den Kommilitonen Claudia Graue und Christopher Nell das Gesangstrio Muttis Kinder. Von 2007 bis 2019 traten sie mit ihren Programmen national und international regelmäßig in Theatern sowie auf Kleinkunstbühnen und Festivals auf. Marcus Melzwig übernahm dort die Baritonstimmlage. Das Trio erhielt zahlreiche Preise und Auszeichnungen, darunter den Wilhelmshavener Knurrhahn (2015), die Freiburger Leiter der Freiburger Kulturbörse (2011) und den Ward Swingle Award Graz (2010). Für das als Hörspiel des Monats Januar 2018 ausgezeichnete Simeliberg der ARD steuerte das Trio die Musik bei.
Von 2013 bis 2017 übernahm Marcus Melzwig in Hörspielen für die Radiosender SWR und Deutschlandfunk Kultur Sprechertätigkeiten.
Melzwig lebt seit 2021 in Leipzig.

## Theaterengagements (Auswahl)
- 2006: Hamlet, Volkstheater Rostock, Regie Johanna Schall
- 2006: Die Dreigroschenoper, Volkstheater Rostock, Regie Johanna Schall
- 2008: Die Goldbergvariationen, Berliner Ensemble, Regie Thomas Langhoff
- 2009: In 80 Tagen um die Welt, Theater Junge Generation, Regie Philippe Besson
- 2010–2011: Die rote Zora und ihre Bande, Theater Oberhausen, Regie Thomas Hollaender
- 2015–2016: The Who‘s Tommy, Volkstheater Rostock, Regie Thomas Winter
- 2016–2017: Reformationsoper, Festspiele Mecklenburg-Vorpommern, Regie Wolfgang Bordel
- 2020: HERBERT, Schauspielhaus Bochum, Regie Herbert Fritsch, Musikalische Leitung, Betreuung der Produktion, Schauspieler[2]

## Filmografie
- 2010: Go West – Freiheit um jeden Preis, TV-Mehrteiler, Regie Andreas Linke[3]
- 2010: Heimat, die ich auf der Straße fand, Kurzspielfilm, Regie Beston Zirian (Ismael)[4]
- 2013: Unsere Mütter, unsere Väter, TV-Mehrteiler, Regie Philipp Kadelbach[5]
- 2020: Beteiligung an internationaler Filmproduktion[6]
- 2023: Einspruch, Schatz! – Ein Fall von Liebe, Fernsehfilm, Regie Thomas Freundner